# Rock River (Wyoming)
Rock River és una població dels Estats Units a l'estat de Wyoming. Segons el cens del 2000 tenia 235 habitants.

## Demografia
Segons el cens del 2000, Rock River tenia 235 habitants, 94 habitatges, i 67 famílies. La densitat de població era de 38,6 habitants/km².
Dels 94 habitatges en un 29,8% hi vivien nens de menys de 18 anys, en un 61,7% hi vivien parelles casades, en un 5,3% dones solteres, i en un 27,7% no eren unitats familiars. En el 24,5% dels habitatges hi vivien persones soles el 12,8% de les quals corresponia a persones de 65 anys o més que vivien soles. El nombre mitjà de persones vivint en cada habitatge era de 2,5 i el nombre mitjà de persones que vivien en cada família era de 2,99.
Per edats la població es repartia de la següent manera: un 26,8% tenia menys de 18 anys, un 5,1% entre 18 i 24, un 26,4% entre 25 i 44, un 26% de 45 a 60 i un 15,7% 65 anys o més.
L'edat mediana era de 41 anys. Per cada 100 dones de 18 o més anys hi havia 104,8 homes.
La renda mediana per habitatge era de 24.306 $ i la renda mediana per família de 31.250 $. Els homes tenien una renda mediana de 25.250 $ mentre que les dones 18.125 $. La renda per capita de la població era d'11.602 $. Entorn del 14,1% de les famílies i el 24,2% de la població estaven per davall del llindar de pobresa.

## Poblacions més properes
El següent diagrama mostra les poblacions més properes.